# Carin Jennings-Gabarra
Carin Jennings-Gabarra (East Orange, 9 de janeiro de 1965), é uma ex-futebolista estadunidense.